# Michael Laudrup
Michael Laudrup (sinh ngày 15 tháng 6 năm 1964) là một cựu cầu thủ bóng đá chuyên nghiệp người Đan Mạch. Ông là cựu HLV của câu lạc bộ bóng đá Anh Swansea City. Thành tích nổi bật nhất Michael Laudrup từng đạt được là với đội bóng Tây Ban Nha FC Barcelona, nơi ông đã dành bốn chức vô địch La Liga liên tiếp, cũng như UEFA Champions League năm 1992. Laudrup nổi tiếng với sự kiện chuyển đến đại kình địch của Barca là Real Madrid vào năm 1994, tại đó ông đã giành chức vô địch La Liga thứ năm trong sự nghiệp. Michael Laudrup ghi được 37 bàn trong tổng số 104 lần khoác áo Đội tuyển bóng đá quốc gia Đan Mạch, một thành tích chỉ kém của Peter Schmeichel (129 trận) và Thomas Helveg (108 trận). Từ tháng 11 năm 1994, ông làm đội trưởng của đội tuyển quốc gia Đan Mạch trong 28 trận trước khi giải nghệ tháng 6 năm 1998.
Năm 1999, ông được bầu chọn là cầu thủ nước ngoài xuất sắc nhất tại giải bóng đá Tây Ban Nha trong giai đoạn 25 năm. Đến tháng 4 năm 2000, Laudrup được phong tước hiệp sĩ, Huân chương Dannebrog. Tháng 11 năm 2003, để kỉ niệm năm thành lập UEFA, ông được Hiệp hội bóng đá Đan Mạch bầu chọn là Cầu thủ vàng của bóng đá nước này; cầu thủ xuất sắc nhất Đan Mạch trong 50 năm qua. Tháng 11 năm 2006, Hiệp hội bóng đá Đan Mạch chính thức tôn vinh ông là cầu thủ Đan Mạch xuất sắc nhất mọi thời đại.
Sau khi giải nghệ, Laudrup theo nghiệp huấn luyện, ông trở thành trợ lý HLV đội tuyển quốc gia Đan Mạch. Rồi làm HLV cho câu lạc bộ cũ của ông là Brøndby IF năm 2002, tại đó ông đã dẫn dắt câu lạc bộ này tới chức Superliga Đan Mạch. Vào tháng 5 năm 2006, Laudrup quyết định không tái ký hợp đồng với Brøndby IF. Năm 2007, Brøndby IF quyết định đặt tên băng ghế chỉ đạo của ông tại sân vận động là "Băng ghế Michael Laudrup", điều này được sự chấp thuận của Laudrup.
Năm 2004, Michael Laudrup là một trong 3 cầu thủ Đan Mạch được Pelé bầu vào danh sách FIFA 100.

## Gia đình
Em trai của ông, Brian, cũng là một cầu thủ bóng đá

## Thống kê sự nghiệp
| #  | Ngày                 | Địa điểm                                            | Đối thủ          | Bàn thắng | Kết quả | Giải đấu                            |
| -- | -------------------- | --------------------------------------------------- | ---------------- | --------- | ------- | ----------------------------------- |
| 1  | 15 tháng 6 năm 1982  | Sân vận động Ullevaal, Oslo, Na Uy                  | Na Uy            | 1–2       | 1–2     | Giải vô địch bóng đá Bắc Âu 1981–85 |
| 2  | 27 tháng 10 năm 1982 | Københavns Idrætspark, Copenhagen, Đan Mạch         | Tiệp Khắc        | 1–2       | 1–3     | Giao hữu                            |
| 3  | 22 tháng 6 năm 1983  | Aarhus Idrætspark, Aarhus, Đan Mạch                 | Phần Lan         | 2–0       | 3–0     | Vòng loại Thế vận hội Mùa hè 1984   |
| 4  | 22 tháng 6 năm 1983  | Aarhus Idrætspark, Aarhus, Đan Mạch                 | Phần Lan         | 3–0       | 3–0     | Vòng loại Thế vận hội Mùa hè 1984   |
| 5  | 7 tháng 9 năm 1983   | Københavns Idrætspark, Copenhagen, Đan Mạch         | Pháp             | 1–0       | 3–1     | Giao hữu                            |
| 6  | 7 tháng 9 năm 1983   | Københavns Idrætspark, Copenhagen, Đan Mạch         | Pháp             | 3–1       | 3–1     | Giao hữu                            |
| 7  | 12 tháng 10 năm 1983 | Københavns Idrætspark, Copenhagen, Đan Mạch         | Luxembourg       | 1–0       | 6–0     | Vòng loại Euro 1984                 |
| 8  | 12 tháng 10 năm 1983 | Københavns Idrætspark, Copenhagen, Đan Mạch         | Luxembourg       | 2–0       | 6–0     | Vòng loại Euro 1984                 |
| 9  | 12 tháng 10 năm 1983 | Københavns Idrætspark, Copenhagen, Đan Mạch         | Luxembourg       | 6–0       | 6–0     | Vòng loại Euro 1984                 |
| 10 | 8 tháng 6 năm 1984   | Københavns Idrætspark, Copenhagen, Đan Mạch         | Bulgaria         | 1–0       | 1–1     | Giao hữu                            |
| 11 | 12 tháng 9 năm 1984  | Københavns Idrætspark, Copenhagen, Đan Mạch         | Áo               | 1–0       | 3–1     | Giao hữu                            |
| 12 | 8 tháng 5 năm 1985   | Københavns Idrætspark, Copenhagen, Đan Mạch         | Đông Đức         | 1–0       | 4–1     | Giao hữu                            |
| 13 | 8 tháng 5 năm 1985   | Københavns Idrætspark, Copenhagen, Đan Mạch         | Đông Đức         | 2–0       | 4–1     | Giao hữu                            |
| 14 | 5 tháng 6 năm 1985   | Københavns Idrætspark, Copenhagen, Đan Mạch         | Liên Xô          | 3–1       | 4–2     | Vòng loại World Cup 1986            |
| 15 | 5 tháng 6 năm 1985   | Københavns Idrætspark, Copenhagen, Đan Mạch         | Liên Xô          | 4–1       | 4–2     | Vòng loại World Cup 1986            |
| 16 | 16 tháng 10 năm 1985 | Sân vận động Ullevaal, Oslo, Na Uy                  | Na Uy            | 1–1       | 5–1     | Vòng loại World Cup 1986            |
| 17 | 13 tháng 11 năm 1985 | Lansdowne Road, Dublin, Cộng hòa Ireland            | Cộng hòa Ireland | 2–1       | 4–1     | Vòng loại World Cup 1986            |
| 18 | 8 tháng 6 năm 1986   | Sân vận động Neza 86, Ciudad Nezahualcóyotl, México | Uruguay          | 3–1       | 6–1     | World Cup 1986                      |
| 19 | 11 tháng 6 năm 1988  | Niedersachsenstadion, Hannover, Tây Đức             | Tây Ban Nha      | 1–1       | 2–3     | Euro 1988                           |
| 20 | 17 tháng 5 năm 1989  | Københavns Idrætspark, Copenhagen, Đan Mạch         | Hy Lạp           | 7–1       | 7–1     | Vòng loại World Cup 1990            |
| 21 | 14 tháng 6 năm 1989  | Københavns Idrætspark, Copenhagen, Đan Mạch         | Thụy Điển        | 6–0       | 6–0     | Tri Tournament 1989                 |
| 22 | 18 tháng 6 năm 1989  | Københavns Idrætspark, Copenhagen, Đan Mạch         | Brasil           | 2–0       | 4–0     | Tri Tournament 1989                 |
| 23 | 18 tháng 6 năm 1989  | Københavns Idrætspark, Copenhagen, Đan Mạch         | Brasil           | 3–0       | 4–0     | Tri Tournament 1989                 |
| 24 | 6 tháng 6 năm 1990   | Sân vận động Lerkendal, Trondheim, Na Uy            | Na Uy            | 2–0       | 2–1     | Giao hữu                            |
| 25 | 10 tháng 10 năm 1990 | Københavns Idrætspark, Copenhagen, Đan Mạch         | Quần đảo Faroe   | 1–0       | 4–1     | Vòng loại Euro 1992                 |
| 26 | 10 tháng 10 năm 1990 | Københavns Idrætspark, Copenhagen, Đan Mạch         | Quần đảo Faroe   | 3–1       | 4–1     | Vòng loại Euro 1992                 |
| 27 | 20 tháng 4 năm 1994  | Sân vận động Parken, Copenhagen, Đan Mạch           | Hungary          | 1–1       | 3–1     | Giao hữu                            |
| 28 | 20 tháng 4 năm 1994  | Sân vận động Parken, Copenhagen, Đan Mạch           | Hungary          | 2–1       | 3–1     | Giao hữu                            |
| 29 | 26 tháng 5 năm 1994  | Sân vận động Parken, Copenhagen, Đan Mạch           | Thụy Điển        | 1–0       | 1–0     | Giao hữu                            |
| 30 | 13 tháng 1 năm 1995  | Sân vận động Nhà vua Fahd II, Riyadh, Ả Rập Xê Út   | Argentina        | 1–0       | 2–0     | Cúp Nhà vua Fahd 1995               |
| 31 | 7 tháng 6 năm 1995   | Sân vận động Parken, Copenhagen, Đan Mạch           | Síp              | 4–0       | 4–0     | Vòng loại Euro 1996                 |
| 32 | 16 tháng 8 năm 1995  | Sân vận động Hrazdan, Yerevan, Armenia              | Armenia          | 1–0       | 2–0     | Vòng loại Euro 1996                 |
| 33 | 6 tháng 9 năm 1995   | Sân vận động Nhà vua Baudouin, Bruxelles, Bỉ        | Bỉ               | 1–0       | 3–1     | Vòng loại Euro 1996                 |
| 34 | 15 tháng 11 năm 1995 | Sân vận động Parken, Copenhagen, Đan Mạch           | Armenia          | 3–1       | 3–1     | Vòng loại Euro 1996                 |
| 35 | 24 tháng 4 năm 1996  | Sân vận động Parken, Copenhagen, Đan Mạch           | Scotland         | 1–0       | 2–0     | Giao hữu                            |
| 36 | 10 tháng 9 năm 1997  | Sân vận động Parken, Copenhagen, Đan Mạch           | Croatia          | 2–0       | 3–1     | Vòng loại World Cup 1998            |
| 37 | 24 tháng 6 năm 1998  | Sân vận động Gerland, Lyon, Pháp                    | Pháp             | 1–1       | 1–2     | World Cup 1998                      |

## Danh hiệu

### Cầu thủ
Juventus
- Vô địch Cúp liên lục địa (Intercontinental Cup): 1985
- Vô địch Serie A: 1986

Barcelona
- Vô địch Cúp nhà vua (Copa del Rey): 1990
- Vô địch La Liga: 1991, 1992, 1993, 1994
- Vô địch Siêu cúp Tây Ban Nha (Supercopa de España): 1991, 1992
- Vô địch UEFA European Cup (C1): 1992
- Á quân Champions League: 1994
- Vô địch Siêu cúp châu âu (UEFA Super Cup): 1992

Real Madrid
- Vô địch La Liga: 1995

Ajax
- Vô địch Eredivisie: 1998
- Vô địch Cúp Hà Lan (KNVB Cup): 1998

Denmark
- Vô địch Cúp các Châu lục (FIFA Confederations Cup): 1995

### Khi làm Huấn luyện viên
Brøndby
- Vô địch Siêu cúp Đan Mạch (Danish Supercup): 2002,2005
- Vô địch Cúp Đan Mạch (Danish Cup): 2003, 2005
- Vô địch Danish Superliga: 2005
- Á quân Danish Superliga: 2003,2004,2006

Getafe CF
- Á quân Copa del Rey: 2008
- Tứ kết UEFA Cup: 2008

Swansea City
- Vô địch EFL Cup: 2012–13

### Individual[edit]
1. ↑  Gaarskjær, Jesper (2010). Barça: Historien om FC Barcelona. Sheffield: Gyldendal. tr. 135. ISBN 978-87-02-08764-2.
2. ↑  “Michael Laudrup - Century of International Appearances”. RSSSF. Truy cập ngày 12 tháng 4 năm 2019.